# Valse Dimitri I
De eerste valse Dimitri (Лжедмитрий I; Lzjedmitri I, 1581 - Moskou, 17 mei 1606), werkelijke naam Grigori Otrepijev, was een ambitieuze monnik die voor het eerst op het toneel verscheen in 1601 en voor korte tijd tsaar van Rusland werd.
Hij deed zich voor als Dimitri Ioannovitsj (Димитрий Иоаннович), de zoon en troonopvolger van Ivan de Verschrikkelijke, waarvan wordt aangenomen dat deze bij een aanslag om het leven was gekomen. Hij beweerde echter deze aanslag ontvlucht te zijn. Deze valse Dimitri slaagde erin de steun van de Poolse koning Sigismund III en de Rooms-Katholieke Kerk te verwerven. Met een leger dat bestond uit Polen, maar ook Kozakken en boeren trok hij ten strijde tegen tsaar Boris Godoenov. Deze bood heftig weerstand tot Godoenov op 13 april 1605 stierf na een beroerte (door een hartaanval of door een vergiftiging).
Op 30 juni 1605 veroverde Dimitri Moskou en werd tsaar van Rusland onder de naam Dimitri. De Valse Dimitri regeerde minder dan een jaar. In deze periode trachtte hij meerdere veranderingen door te voeren, op zowel politiek als religieus vlak. Zo trachtte hij Rusland rooms-katholiek te maken. Deze veranderingen en de grote aanwezigheid van Poolse soldaten vormden reden tot een opstand door de Moskovieten, waarbij de valse Dimitri werd vermoord.
De laatste prins van de Rurik-dynastie, Vasili IV volgde hem op.